# El Líbano en los Juegos Mundiales de Breslavia 2017
Líbano fue uno de los 102 países que participó en los Juegos Mundiales de 2017, celebrados en la ciudad de Breslavia, Polonia.
La delegación de Líbano estuvo compuesta por dos atletas, ambos hombres, que compitieron en dos deportes.
Líbano concluyó su participación sin lograr ganar medallas.

## Delegación

### Ju-Jitsu
| Varonil      |                |                      |     |                       |       |                 |       |           |           |           |
| Daniel Hilal | 69 kg. Ne-Waza | # Haidar Razza Abbas | 0:2 | # Salvatore Ivam Liga | 100:2 | # Talib Alkirbi | 0:100 | Eliminado | Eliminado | Eliminado |

### Muay thai
| Varonil      |         |             |       |                   |                                            |                 |                                            |   |
| Ahmad Ondash | 63.5 kg | # Jan Holec | 30:27 | # Igor Liubchenko | 9:10 encuentro suspendido por superioridad | # Oskar Siegert | 9:10 encuentro suspendido por superioridad | 4 |